# Кунтисуйу
Кунтисуйу, Контисуйу, Кунти суйу (кечуа: Kunti Suyu — Западная провинция) — одна из четырёх провинций Империи Инков. Провинция располагалась на юго-запад от Куско, до побережья Тихого океана. Занимала территорию нынешних регионов Перу Ика и Мокегуа.
Кунтисуйу была самой маленькой и самой бедной из инкских провинций. Значительная часть её территории представляла собой засушливые западные склоны Анд, в которых на высоте менее 1800 метров над уровнем моря среднегодовое количество осадков составляет 0. Тем не менее на территории провинции имелось некоторое количество мест, позволявшей существование людей по принципам хозяйствования, известных ныне под термином «вертикальных архипелагов». 
Население прибрежных районов занималось охотой и рыболовством. Морской туман, окутывавший эти области во время трёх зимних месяцев, покрывал на это время пустыни растительностью, что делало возможным заготовку корма для скота, а значит развитие животноводства — стад альпак и лам. В высокогорных районах на высоте свыше 1800 метров протекали 15 полноводных рек, население этих районов занималось террасным земледелием.